# Naiad Lake
Der Naiad Lake (englisch; bulgarisch езеро Наяда esero Najada) ist ein grob rechteckiger, in nord-südlicher Ausrichtung 230 m langer, 150 m breiter und 2,98 Hektar großer See auf der Livingston-Insel im Archipel der Südlichen Shetlandinseln. Auf der Byers-Halbinsel liegt er 1,4 km nordnordöstlich des Point Smellie auf der Südwestseite des Laager Point an den President Beaches. Von der Osogovo Bay trennt ihn ein 12 bis 90 m breiter Landstreifen.
Die bulgarische Kommission für Antarktische Geographische Namen benannte ihn 2020 nach den Najaden, Quellnymphen aus der griechischen Mythologie.